# Francisco Bilbao
Francisco Bilbao, né le 9 janvier 1823 à Santiago du Chili et mort le 19 février 1865 à Buenos Aires, en Argentine, est un écrivain et homme politique chilien du XIXe siècle. Ses idées libérales lui donnent le surnom d'« Apôtre de la liberté ». Il peut être considéré comme un précurseur de l'indépendance chilienne et est aussi à l'origine de la formulation « Amérique latine ».

## Biographie
Francisco Bilbao a des origines françaises : il était le petit-fils du français Antoine Beyner. Dans sa jeunesse, il a étudié au sein de l'Institut national général du Chili et à Lima, où résidait son père. Il suivit au Chili, l'enseignement de Sociedad de la Igualdad et de José Victorino Lastarria.
La publication en 1844 de son article Société Chilienne a causé un grand scandale, et les Cortes (parlement) chiliens l'ont jugé immoral et blasphématoire. Il est condamné. Volontairement exilé à Paris, il entre en contact avec Félicité Robert de Lamennais, Jules Michelet et Edgar Quinet. Il fait aussi la connaissance de Santiago Arcos et se montre passionné par la Révolution française de 1789. Il prend d'ailleurs le surnom de Vergniaud.
De retour au Chili en 1850, il a occupé une charge publique, mais son intérêt principal était autre : il s'est consacré à la formation d'un mouvement radical pour s'opposer durablement à la politique conservatrice de Diego Portales. Avec l'aide d'un groupe d'amis, et notamment Santiago Arcos, il est à l'origine de la Sociedad de la Igualdad (Société de l'Égalité), groupe qui diffuse les thèses socialistes dans les cercles libéraux, et qui rapidement atteint les soixante membres. Le mouvement soutient le courant d'opposition que portait la candidature de Manuel Montt.
La société a été dissoute et Bilbao est passé dans la clandestinité. Ses critiques formulées à l'égard de la religion catholique, particulièrement dans ses « Boletines del espíritu » (« Bulletins de l'esprit ») publié en 1850, lui ont valu l'excommunication. Bilbao a pris part à la mutinerie manquée du 20 avril 1851 à Santiago. Il a ensuite gagné le Pérou, où il est resté un temps avant de gagner l'Europe pour une seconde fois (1855-57), avant de s'établir en Argentine. Il a consacré ses dernières années à l'écriture.

## Œuvres
- La América en Peligro (1862)
- El Evangelio Americano (1864)